# Kubánka andská
Kubánka andská (Tiaris obscurus) je malý zpěvný pták, který byl dříve řazen do čeledi strnadovitých (Emberizidae), nyní je však jako blízký příbuzný Darwinových pěnkav zařazen mezi tangarovité (Thraupidae).
Žije v severozápadní Argentině, v Bolívii, Kolumbii, Ekvádoru, Peru a v západní Venezuele. Objevuje se i v Paraguayi a ve střední Brazílii.
Přirozenými biotopy kubánky andské jsou subtropické či tropické vlhké nížinné lesy, subtropické nebo tropické vlhké horské lesy, subtropické či tropické vlhké křovinaté porosty, subtropické nebo tropické vlhké křoviny a sukcesivní lesní porosty.

## Podřízené taxony
- Tiaris obscurus haplochroma (Todd, 1912)[1]
- Tiaris obscurus obscurus (d'Orbigny & Lafresnaye, 1837)[1]
- Tiaris obscurus pacificus (Koepcke, 1963)[1]
- Tiaris obscurus pauper (Berlepsch & Taczanowski, 1884)[1]